# Hersenstam
De hersenstam of truncus cerebri verbindt het prosencephalon, dus de voor- en de tussenhersenen, met de kleine hersenen en het ruggenmerg.
De hersenstam bestuurt belangrijke levensfuncties als de lichaamstemperatuur, hartslag, ademhaling en bloeddruk en bestaat uit het verlengde merg of medulla oblongata, de pons en de middenhersenen of mesencephalon. De formatio reticularis bevindt zich over de hele lengte van de hersenstam, een netwerk van cellen dat het reflexmatige handelen aanstuurt. Tien van de twaalf paar hersenzenuwen vinden hun oorsprong in de hersenstam en ontvangen de signalen van de waarnemingsorganen en sturen het lichaam aan. Zij hebben hier dan ook kernen, of nuclei. De hersenstam bevat ook de vierde ventrikel, gevuld met hersen-ruggenmergvloeistof, liquor cerebrospinalis.
De hersenstam bevindt zich onderaan in de schedel, ligt in het verlengde van het ruggenmerg en begint vanaf het achterhoofdsgat of foramen magnum, dat onder in de schedel zit. Vandaar ook de naam van het onderste deel van de hersenstam: het verlengde merg. Achter de hersenstam, dorsaal, liggen de kleine hersenen, cerebellum.
De hersenstam is het oudste deel van de hersenen en bestaat uit korte zenuwcellen zonder myeline. Dit deel van de hersenen is tijdens de evolutie van ongewervelden ontstaan, via de vissen naar reptielen, en is verantwoordelijk voor verschillende functies om te overleven:
- ademhalen
- circadiaan ritme, het slaap-waakritme regelen
- gehoor, basale vormen
- hart en vaatstelsel
- huilen
- kauwen en slikken
- lichaamstemperatuur regelen
- oogbewegingen, reflexmatig en willekeurig
- overgeven
- plassen
- proeven
- pupilgrootte
- speeksel vormen
- spijsvertering regelen
- voelen van beweging en zwaartekracht

Verder bevat de hersenstam een groot aantal vezels, bijvoorbeeld de vezels die van het ruggenmerg naar de thalamus lopen. Een aantal van die vezels kruisen elkaar in het verlengde merg, van de linkerkant naar de rechter en omgekeerd, zodat ze in de contralaterale hemisfeer terechtkomen.
Wanneer iemands hersenstam niet meer functioneert, heet deze toestand hersendood. Bij andere toestanden met bewustzijnsverlies zoals coma functioneert de hersenstam nog wel. 